# Lymnaea
Lymnaea Lamarck, 1799 è un genere di molluschi gasteropodi d'acqua dolce appartenente alla famiglia Lymnaeidae.

## Tassonomia
Al genere appartengono le seguenti specie:
- Lymnaea benguellensis Morelet, 1867
- Lymnaea fragilis (Linnaeus, 1758)
- Lymnaea kashmirensis Prashad, 1925
- Lymnaea raphidia (Bourguignat, 1859)
- Lymnaea stagnalis (Linnaeus, 1758)
- Lymnaea subangulata Roffiaen, 1868
- Lymnaea taurica (Clessin, 1880)